# Lista de navios danificados durante a Guerra Russo-Ucraniana
Esta é uma lista dos navios danificados ou afundados durante a Guerra Russo-Ucraniana, incluindo a anexação da Crimeia em 2014 e a invasão da Ucrânia pela Rússia em 2022.

## Lista de navios

### Conflito da Crimeia de 2014

#### Rússia
- Ochakov — O cruzador da classe Kara foi afundado na baía de Donuzlav, Crimeia, Ucrânia, em 6 de março de 2014. O afundamento foi parte da intervenção militar russa na Ucrânia em 2014 e pretendia bloquear navios da Marinha da Ucrânia.[1]
- VM-416 — A embarcação de apoio de mergulho da classe Yelva foi afundada próxima à Ochakov em 7 de março de 2014.[2]

### Incidente do Estreito de Querche de 2018

#### Ucrânia
- Berdyansk e Nikopol — As duas embarcações de artilharia da classe Gyurza-M foram danificadas e capturadas por navios russos durante o incidente do estreito de Querche, em 25 de novembro de 2018.[3][4] Os navios foram devolvidos à Ucrânia em 2020.
- Yani Kapu — O rebocador foi danificado durante o incidente do Estreito de Querche em 25 de novembro de 2018.[4]

### Invasão da Ucrânia pela Rússia em 2022

#### Rússia
- Vasily Bykov — Em 7 de março de 2022, fontes ucranianas alegaram que as Forças Armadas da Ucrânia haviam atingido o barco de patrulha russo em Odessa.[5][6]
- Moskva — Em 13 de abril de 2022, o navio foi seriamente avariado. A Ucrânia afirmou ter atingido a embarcação com dois mísseis antinavio Neptune,[7] enquanto a Rússia afirmou que se tratava de um incêndio causado por um acidente.[8] No dia seguinte, o Ministério da Defesa da Rússia confirmou o afundamento do cruzador.[9] Tanto o Vasily Bykov quanto o Moskva haviam participado do ataque à Ilha das Cobras.[10][11]

#### Ucrânia
- Oito embarcações não identificadas foram reivindicadas como destruídas pelas forças russas.[12]
- Hetman Sahaidachny — A fragata foi afundada em Mykolaiv para evitar sua captura pela Marinha da Rússia.[13]
- P 190 Sloviansk — O barco de patrulha foi afundado por uma aeronave russa em 3 de março de 2022 perto de Odessa, de acordo com a Marinha ucraniana, a tripulação foi dada como desaparecida.[14][15]
- P 179 Vyshhorod e P 174 Akkerman — Os dois barcos de artilharia foram capturados pelas forças russas durante a tomada de Berdiansk.[16]
- P 186 Korets — Um rebocador foi capturado pelas forças russas durante a tomada de Berdiansk.[16]
- Donbas — O navio foi danificado durante o cerco de Mariupol em 6 de abril.[17]

#### Navios civis
- Yasa Jupiter — O graneleiro, de propriedade da Turkish Ya-Sa Holding, foi atingido por um míssil disparado por forças russas no Mar Negro ao largo de Odessa, em 24 de fevereiro de 2022 e foi danificado. Estava em uma viagem de Dniepr à Constança, Romênia.[18][19]
- Millennial Spirit — O navio-tanque foi bombardeado no Mar Negro, na costa da Ucrânia, em 25 de fevereiro de 2022. Seus dez tripulantes foram resgatados.[20]
- Namura Queen — O navio cargueiro foi atingido no Mar Negro, na costa da Ucrânia, por um míssil disparado pelas forças russas em 25 de fevereiro de 2022.[21]
- Lady Anastasia — O iate a motor, de propriedade do oligarca russo Alexander Mijeev, foi sabotado por um mecânico ucraniano e afundado em Palma de Maiorca, Espanha, em 27 de fevereiro de 2022.[22]
- Banglar Samriddhi — O graneleiro pertencente à Bangladesh Shipping Corporation foi atingido por um míssil russo em Mykolaiv e foi incendiado em 2 de março de 2022. Um membro da tripulação, o terceiro engenheiro Hadisur Rahman, foi morto.[23][24]
- Helt — O navio cargueiro, de propriedade da Vista Shipping Agency, com sede em Tallinn, afundou na costa da Ucrânia em 2 de março de 2022, provavelmente após atingir uma mina naval.[25] Quatro membros da tripulação foram inicialmente relatados como desaparecidos e posteriormente encontrados.[26] Também foi relatado ter sido capturado pela Marinha da Rússia e usado como escudo contra o fogo de artilharia ucraniano.[27]